# Didgin' Out
«Didgin' out» es una canción instrumental hecha por la banda británica Jamiroquai. 
La canción pertenece al disco Emergency On Planet Earth, la canción se puede encontrar en el sencillo When You Gonna Learn?. Se trata de la canción de menor duración grabada por la banda inglesa.
- Datos: Q5685184